# James Scullin
James Scullin (18 de septiembre de 1876 – 28 de enero de 1953) fue un político australiano, miembro del Partido Laborista Australiano y noveno Primer Ministro de Australia.  Scullin lideró el gobierno laborista en la elección de 1929. El crac del año 1929 ocurrió tan solo dos días después de asumir, lo que sería el principio de la Gran Depresión en Australia. El gobierno de Scullin pronto se vio abrumado por la crisis económica, que causaría una ruptura en tres  vertientes de su partido y terminarían por hacer caer a su gobierno en 1931. A pesar de su caótica salida del gobierno, Scullin permaneció como una importante figura Laborista durante toda su vida, y fue visto como una eminencia gris en varios líderes del partido hasta su retiro en 1949.